# Colombe de Cécile
Metriopelia ceciliae
Espèce
Statut de conservation UICN

 LC  : Préoccupation mineure
La Colombe de Cécile (Metriopelia ceciliae) est une espèce d'oiseau de la famille des Columbidae.

## Répartition
Cet oiseau vit dans les Andes entre 900 et 4 000 m d'altitude en Argentine, en Bolivie, au Chili et au Pérou sous le nom vernaculaire de Tortolita boliviana.

## Habitat
Son habitat naturel est les régions de broussailles subtropicales ou tropicales de haute altitude. 

## Comportement
Cette espèce vit en groupes.

## Sous-espèces
Selon Alan P. Peterson, cet oiseau est représenté par trois sous-espèces :
- Metriopelia ceciliae ceciliae (Lesson) 1845 ;
- Metriopelia ceciliae obsoleta (Zimmer) 1924 ;
- Metriopelia ceciliae zimmeri Peters,JL 1937.